# Claude Bonnier
Pour les articles homonymes, voir Bonnier.
Claude Bonnier est un ingénieur de l'aéronautique, résistant français, né le 4 novembre 1897 à Paris et mort le 10 février 1944 au Bouscat, en banlieue de Bordeaux.

## Famille
Il était le fils de Pierre Bonnier et Esfir Cherchewski, médecins à Paris.
Son père, Pierre Bonnier, était d’une famille flamande du Nord. Pierre Bonnier et ses frères, Jules Bonnier, zoologiste, Louis Bonnier, architecte, et Charles Bonnier, professeur de littérature française aux universités d'Oxford et Liverpool, étaient non-croyants, intellectuels, socialistes guesdistes. Ils étaient germanophiles et aimaient beaucoup la musique de Wagner.
Sa mère, Esfir Cherchewski, était de Brest-Litovsk, en Russie. Elle avait un frère, Isha Cherchewski, médecin à Saint-Germain-en-Laye, et un cousin, Jacques Festein, ingénieur en Afrique subsaharienne.
Il avait un frère, Michel Bonnier, médecin à Paris, et une sœur, Noemi Bonnier, instructrice d’allemand.
Son cousin, Marc Bonnier, était un des pionniers de l'aviation.

## Biographie
En 1915, Claude Bonnier interrompt ses études pour s'engager dans le Génie, alors qu'il n'a pas 18 ans. Il est envoyé au front, puis intègre le cours spécial des élèves officiers du Génie à Versailles. À la fin de la guerre, il est devenu lieutenant et chevalier de la Légion d'honneur.
Il reprend ses études, intègre en 1920 à l'École des mines et en sort ingénieur civil en 1922.
Il épouse en 1923 Thérèse Renaudel, fille de Pierre Renaudel, socialiste proche de Jean Jaurès.
Il prépare une thèse à la Sorbonne et obtient le grade de docteur ès science en 1925, puis poursuit ses recherches à la Station nationale des recherches et expériences techniques de Bellevue.
Pendant cette période, il est le secrétaire des étudiants socialistes.
En 1936, il est directeur du cabinet de Marcel Déat, ministre de l'Air du gouvernement d'Albert Sarraut.
De 1936 à 1939, il est directeur-général de la Société nationale de construction des moteurs, l'usine Lorraine-Dietrich à Argenteuil, nationalisée en 1936 dans le réarmement de la France.
Mobilisé en 1939, il est affecté à la base aérienne de Chartres comme commandant mécanicien. Il est évacué de Dunkerque vers l'Angleterre en mai 1940.
En 1991, son épouse, Thérèse Renaudel, meurt.

## Rôle dans la Résistance
Il rejoint rapidement la Résistance et s'installe d'abord à Alger puis rejoint Londres en 1943. Lieutenant-colonel et délégué militaire régional de la région B (Charente, Charente-Maritime, Gironde, Dordogne Sud, Landes, Hautes-Pyrénées occupées), il est déposé par vol de nuit à Angeac avec Jacques Nancy, dit « Sape ». Sous le pseudonyme d'« Hypoténuse », il organise les forces des groupes-francs et des maquis du sud-ouest de la France, préparant des opérations de sabotage des voies de communication en vue du débarquement (Plan vert). Il réorganise les maquis charentais, leur donne le nom de Bir Hacheim et, après un premier parachutage d'armes et de munitions, permet aux sabotages de reprendre.
Trahi par les adjoints de Camplan qui collaborent avec le lieutenant Friedrich Dhose, chef de la Gestapo de Bordeaux, Hypoténuse est arrêté chez le radio Kyrie (Durand) le 9 février 1944. Immédiatement après son arrestation, il est conduit au siège de la Gestapo au Bouscat le <<Château des Tours>> superbe maison au 224 de l'avenue libération-Charles de Gaulle à cette époque l'avenue s'appelle avenue du Maréchal Pétain pour attendre l'arrivée de Dhose et l'interrogatoire. Il est enfermé dans une cellule, menottes aux poignets dans le dos. Il se suicide en ingérant une pilule de cyanure qui était dissimulée dans sa ceinture. Celle-ci s'étant cassée en tombant par terre, il dut lécher ce qu'il restait du poison - la mort ne fut pas immédiate. De la cellule voisine, un autre prisonnier entendit des gémissements et des râles. Les geôliers constatèrent son décès lorsqu'ils vinrent le chercher quelques heures plus tard pour lui faire subir un interrogatoire. Avant même d'apprendre qui était cet homme qui s'était présenté comme un « officier français », Dhose eut ce commentaire : « C'était un chef. » ,

## Titres et décorations
- : Commandeur de la Légion d'honneur
- : Compagnon de la Libération par décret du 28 mai 1945[5]
- : Croix de guerre 1914-1918, quatre citations
- : Croix de guerre 1939-1945, deux citations
- Croix du combattant volontaire
- Croix du Mérite de guerre
- Mort pour la France le 5 février 1944

## Mémoire
Depuis le 7 mai 1954, Claude Bonnier repose dans la crypte du Mémorial de la Résistance de Chasseneuil.
- Mémorial Claude-Bonnier, Vibrac (Charente ).
- Mémorial Claude-Bonnier « Hypoténuse », Angeac-sur-Charente - https://resistancefrancaise.blogspot.com/2014/10/memorial-claude-bonnier-hypotenuse.html.
- Route Claude-Bonnier, entre Vibrac et Chasseneuil-sur-Bonnieure.
- Une rue du quartier de Mériadeck à Bordeaux porte le nom de Claude Bonnier depuis 1975.

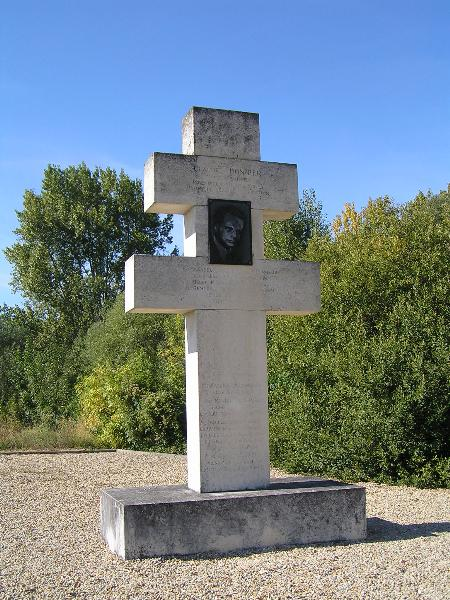
Vibrac, mémorial Claude-Bonnier.
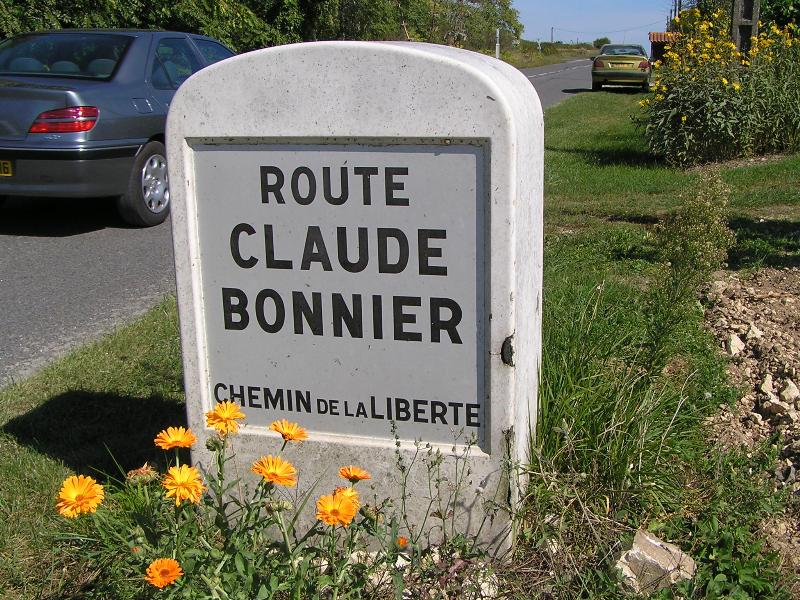
Borne le long de la route Claude-Bonnier.
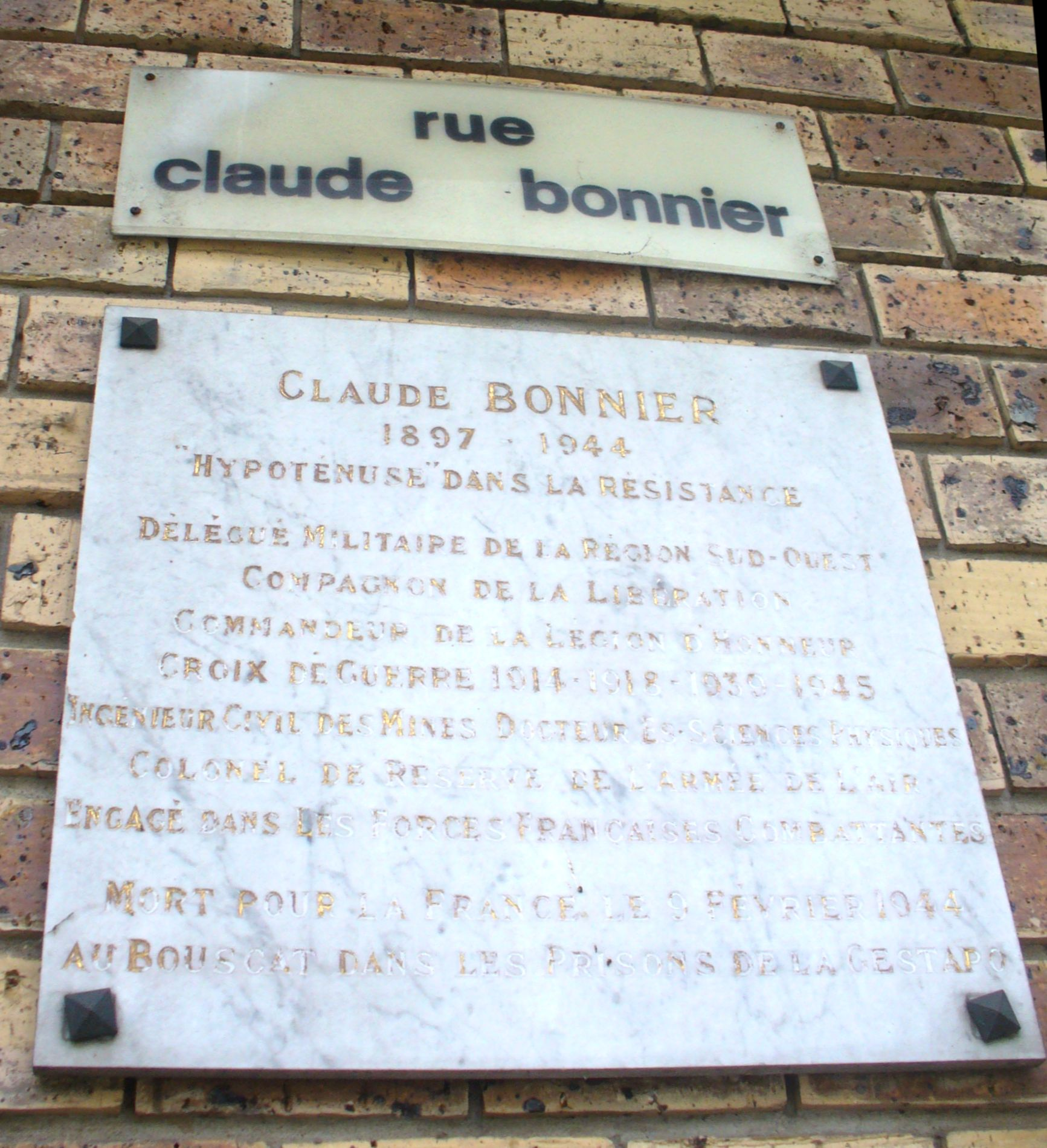
Plaque commémorative dans la rue Claude-Bonnier, à Bordeaux.